# Maria Grozdeva
Maria Grozdeva, née le 23 juin 1972 à Sofia, est une tireuse sportive bulgare.

## Carrière
Maria Grozdeva remporte la médaille de bronze en pistolet à air comprimé à 10 mètres aux Jeux olympiques d'été de 1992 à Barcelone, aux Jeux olympiques d'été de 1996 à Atlanta et aux Jeux olympiques d'été de 2004 à Athènes. 
En 2000 et en 2004, elle est sacrée championne olympique en pistolet sportif à 25 mètres.
Elle est le porte-drapeau de la Bulgarie aux Jeux olympiques d'été de 2004.